# Liste der Flaggen im Landkreis Ludwigslust-Parchim
Die Liste der Flaggen im Landkreis Ludwigslust-Parchim beinhaltet alle in der Wikipedia gelisteten Flaggen im Landkreis Ludwigslust-Parchim. In Mecklenburg-Vorpommern spielen hochrechteckige Flaggen wie Banner eine untergeordnete Rolle, wenn überhaupt, dann nur als Hochformatflaggen.

## Landkreis
| Landkreis           | Hissflagge | Kommentare |
| ------------------- | ---------- | --- |
| Ludwigslust-Parchim | 5:3        | Beschlossen vom Kreistag am 8. Mai 2014, genehmigt durch den Innenminister von Mecklenburg-Vorpommern am ????: „Die Flagge des Landkreises Ludwigslust-Parchim ist im Verhältnis ein Drittel zu zwei Drittel der Länge des Flaggentuchs gespalten und halbgeteilt. Das Feld am Liek ist Blau. Das Feld am fliegenden Ende ist gleichmäßig längsgestreift von Gelb und Rot. Auf den Feldern liegen jeweils die Figuren des Landkreiswappens: im Feld am Liek mittig ein schreitender, gelb bewehrter weißer Graureiher, am fliegenden Ende jeweils mittig in der Hälfte am Spalt im oberen Feld etwas nach unten verschoben ein gelbgekrönter schwarzer Stierkopf mit geschlossenem Maul, im unteren Feld etwas nach oben verschoben zwei zusammengewachsene gelbe Eichenblätter mit gelber Eichel. Die Höhe des Flaggentuches verhält sich zur Länge wie 3 zu 5.“ |

### Ehemalige Landkreise
| Landkreis   | Hissflagge | Kommentare |
| ----------- | ---------- | --- |
| Ludwigslust | 3:5        | Beschlossen vom Kreistag am 12. Dezember 1996, genehmigt durch den Innenminister von Mecklenburg-Vorpommern 28. August 1997: Der Landkreis Ludwigslust führt als Wappen: „Geteilt durch einen Wellenschnitt von Rot und Silber; oben ein schreitendes goldenes Pferd; unten drei fächerförmig zusammengewachsene grüne Eichenblätter.“ (Wappen genehmigt am 20. Februar 1997) „Die Flagge des Landkreises Ludwigslust ist gleichmäßig längsgestreift von Gelb und Grün. In der Mitte des Flaggentuchs liegt - auf jeweils fünf Neuntel der Höhe des gelben und des grünen Streifens übergreifend - das Wappen des Landkreises. Die Länge des Flaggentuchs verhält sich zur Höhe wie 5 zu 3.“                                                                          |
| Parchim     | 3:2        | Genehmigt durch den Innenminister von Mecklenburg-Vorpommern am 7. Juni 1995: „Die Flagge des Landkreises Parchim besteht aus gelbem Tuch und ist mit den Figuren des Landkreiswappens belegt; am Liek oben ein blaues Schrägeck, das die Hälfte der Höhe und die Hälfte der Länge des Flaggentuches einnimmt; in der Mitte ein hersehender schwarzer Stierkopf mit schwarzen Hörnern, geschlossenem Maul und einer goldenen Krone, von der drei kleeblattförmige Zinken sichtbar sind, und der zwei Drittel der Höhe und ein Drittel der Länge des Flaggentuches einnimmt; am fliegenden Ende unten ein blaues Schrägeck, das die Hälfte der Höhe und die Hälfte der Länge des Flaggentuches einnimmt; die Länge des Flaggentuches verhält sich zur Höhe wie 3 : 2.“ |

## Ämter
| - Amt Boizenburg-Land - Amt Crivitz - Amt Dömitz-Malliß - Amt Eldenburg Lübz - Amt Goldberg-Mildenitz | - Amt Grabow - Amt Hagenow-Land - Amt Ludwigslust-Land - Amt Neustadt-Glewe - Amt Parchimer Umland | - Amt Plau am See - Amt Sternberger Seenlandschaft - Amt Stralendorf - Amt Wittenburg - Amt Zarrentin |

## Städte und Gemeinden
| Stadt oder Gemeinde           | Hissflagge | Kommentare |
| ----------------------------- | ---------- | --- |
| Gemeinde Alt Zachun           |            | Die Hauptsatzung der Gemeinde Alt Zachun führt nur Wappen und Dienstsiegel, aber keine Flagge. |
| Gemeinde Bandenitz            | 5:3        | Genehmigt durch den Innenminister von Mecklenburg-Vorpommern am ????: „Die Flagge der Gemeinde Bandenitz ist gleichmäßig und quer zur Längsachse des Flaggentuchs von Rot und Gelb gestreift. In der Mitte des Flaggentuchs liegt, auf jeweils ein Drittel der Länge des roten und des gelben Streifens übergreifend, das schwarz gesäumte Gemeindewappen. Die Höhe des Flaggentuchs verhält sich zur Länge wie 3 zu 5.“ Wappenbeschreibung: „Gespalten und halbgeteilt; vorn in Gold ein widersehender schwarzer Lindwurm; hinten oben in Silber ein roter Vogel; hinten unten in Rot ein aufgerichteter, linksgewendeter goldener Adlerfang.“ (Das Wappen wurde am 26. August 1998 durch den Innenminister von Mecklenburg-Vorpommern genehmigt und unter Nr. 162 in der Wappenrolle des Landes Mecklenburg-Vorpommern registriert.) |
| Gemeinde Barnin               | 3:2        | Genehmigt ????: „Die Flagge der Gemeinde Barnin ist längsgestreift von Blau, Gelb und Blau. Die blauen Streifen nehmen dabei jeweils ein Viertel, der gelbe Streifen die Hälfte der Höhe des Flaggentuchs ein. In der Mitte des gelben Streifens liegt, 7/8 des Streifens einnehmend, eine Figur des Gemeindewappens: ein schwarzer schreitender Hirsch. In der Mitte des unteren blauen Streifens liegt, 5/8 des Streifens einnehmend, eine Figur des Gemeindewappens: ein weißer Fisch. Die Höhe des Flaggentuchs verhält sich zur Länge wie 2 zu 3.“ Wappenbeschreibung: „In Gold über blauem Wellenschildfuß, darin ein silberner Fisch, ein schwarzer schreitender Hirsch.“ |
| Gemeinde Belsch               |            | Die Hauptsatzung der Gemeinde Belsch führt nur Wappen und Dienstsiegel, aber keine Flagge. |
| Gemeinde Bobzin               |            | Die Hauptsatzung der Gemeinde Bobzin führt nur Wappen und Dienstsiegel, aber keine Flagge. |
| Stadt Boizenburg/Elbe         | 5:3        | Genehmigt durch den Innenminister von Mecklenburg-Vorpommern am 14. März 1996: „Die Flagge der Stadt Boizenburg/Elbe ist gleichmäßig längsgestreift von Gelb und Blau; in der Mitte liegt, auf jeweils zwei Drittel der Höhe des gelben und des blauen Streifens übergreifend, das Stadtwappen. Die Länge des Flaggentuches verhält sich zur Höhe wie 5 zu 3.“ Als Wappen wird geführt: „In Blau eine goldene Burg mit gezinnter Mauer und geöffneten Torflügeln; darüber ein Turm mit drei Fenstern und Kuppeldach, flankiert von Seitenflügeln mit je vier Fenstern und gegipfeltem Dach, beide Dächer mit einem Knopf besteckt.“ (Das Wappen besteht in heutiger Form und Tingierung bereits seit dem 14. Jahrhundert, bestätigt durch Friedrich Franz II., Großherzog von Mecklenburg[-Schwerin], am 10. April 1858 und ist unter der Nr. 36 der Wappenrolle des Landes Mecklenburg-Vorpommern eingetragen.) |
| Gemeinde Brenz                | 5:3        | Genehmigt ????: „Die Flagge ist gleichmäßig und quer zur Längsachse des Flaggentuchs von Blau und Gelb gestreift. In der Mitte des Flaggentuchs liegt, auf jeweils ein Drittel der Länge der beiden Querstreifen übergreifend, das Wappen der Gemeinde. Die Länge des Flaggentuchs verhält sich zur Höhe wie 5 zu 3.“ Wappenbeschreibung: „Gespalten; vorn in Gold ein schwebender, spitzbedachter roter Burgturm slawischer Bauart mit offenem Tor; hinten in Blau zwei schräg gekreuzte goldene Getreideähren.“ (Das Wappen wurde durch den Innenminister von Mecklenburg-Vorpommern am 18. August 2003 und unter der Nr. 284 der Wappenrolle des Landes Mecklenburg-Vorpommern eingetragen.) |
| Gemeinde Bresegard bei Picher | 3:2        | Genehmigt ????: „Die Flagge besteht aus weißem Tuch und ist in der Mitte mit den Figuren des Gemeindewappens belegt. Die Wappenfiguren nehmen acht Neuntel der Höhe des Flaggentuchs ein. Die Länge des Flaggentuchs verhält sich zur Höhe wie 3 zu 2.“ Das Wappen zeigt: „In Silber auf rotem Hügel eine grüne Birke mit neun silbernen Früchten.“ (Das Wappen wurde durch den Innenminister von Mecklenburg-Vorpommern am 12. März 1998 genehmigt und unter der Nr. 158 der Wappenrolle des Landes Mecklenburg-Vorpommern eingetragen.) |
| Stadt Brüel                   | 5:3        | Genehmigt am 9. Dezember 1996: „Die Flagge ist gleichmäßig quergestreift von Rot und Gelb. In der Mitte des Flaggentuchs liegt, auf jeweils zwei Siebtel der Länge beider Querstreifen übergreifend das Wappen der Stadt. Die Länge des Flaggentuches verhält sich zur Höhe wie 5 zu 3.“ „Das Wappen ist gespalten von Gold und Rot; vorn am Spalt ein halber hersehender schwarzer Stierkopf mit schwarzen Hörnern; hinten am Spalt ein halber, sechsstrahliger goldener Stern, darunter ein aus dem Spalt nach links wachsendes, gestieltes goldenes Dreiblatt.“ (Das Wappen wurde am 10. April 1858 von Friedrich Franz II., Großherzog von Mecklenburg, festgelegt, 1991 neu gezeichnet und unter der Nr. 3 der Wappenrolle des Landes Mecklenburg-Vorpommern eingetragen.) |
| Gemeinde Cambs                |            | Die Hauptsatzung der Gemeinde Cambs führt nur Wappen und Dienstsiegel, aber keine Flagge. |
| Stadt Crivitz                 | 5:3        | Genehmigt ????: „Die Flagge der Stadt ist gleichmäßig längsgestreift von Rot und Gelb; in der Mitte des Flaggentuches liegt, auf jeweils zwei Drittel der Höhe des roten und des gelben Streifens übergreifend, das Stadtwappen. Die Höhe des Flaggentuches verhält sich zur Länge wie 3 zu 5.“ Das Wappen zeigt: „In Silber ein roter Kleeblattbogen, darauf drei rote Kuppeltürme, der mittlere stärker und mit einem Tatzenkreuz besteckt, die äußeren mit Knauf, unten ein von Rot über Gold geteilter Schild, beseitet von je einer roten Rose.“ (Das Wappen wurde am 10. April 1858 von Friedrich Franz II., Großherzog von Mecklenburg-Schwerin, festgelegt, im Jahre 2000 neu gezeichnet und unter der Nr. 215 der Wappenrolle des Landes Mecklenburg-Vorpommern eingetragen.) |
| Gemeinde Dabel                | 5:3        | Genehmigt ????: „Die Flagge der Gemeinde Dabel ist quer zur Längsachse des Flaggentuchs von Gelb, Rot und Gelb gestreift. Die äußeren gelben Streifen nehmen jeweils ein Viertel, der rote Mittelstreifen nimmt die Hälfte der Länge des Flaggentuchs ein. In der Mitte des Flaggentuchs liegt, zwei Drittel der Höhe des Flaggentuchs einnehmend das Wappen der Gemeinde. Die Länge des Flaggentuchs verhält sich zur Höhe wie 5 zu 3.“ „Das Wappen zeigt eine rote Holländerwindmühle in Gold über einer erniedrigten blauen Wellenleiste, begleitet beiderseits und oben von je einem aufrechten Eichenblatt mit schwarzem Stiel, daran zwei blaue Früchte.“ (Das Wappen wurde am 19. Juni 2002 durch den Innenminister von Mecklenburg-Vorpommern genehmigt und unter Nr. 264 der Wappenrolle des Landes Mecklenburg-Vorpommern eingetragen.) |
| Gemeinde Dambeck              | 5:3        | Genehmigt ????: „Die Flagge der Gemeinde Dambeck ist längsgestreift von Rot, Gelb und Grün, wobei der rote Streifen 7/18, der gelbe 2/18 und der grüne Streifen 1/2 der Höhe des Flaggentuches einnehmen. In der Mitte des Flaggentuchs liegt, 8/9 seiner Höhe einnehmend, das Gemeindewappen. Die Höhe des Flaggentuches verhält sich zur Länge wie 3 zu 5.“ Die Gemeinde Dambeck führt das folgende Wappen: „In Gold ein leicht erhöhter blauer Wellenleistenstab, begleitet oben von einem grünen dreiblättrigen Eichenzweig mit zwei grünen Eicheln, unten von einem roten Krebs.“ (Das Wappen wurde am 10. Juni 2016 durch den Innenminister von Mecklenburg-Vorpommern genehmigt.) |
| Gemeinde Demen                | 5:3        | Genehmigt ????: „Die Flagge der Gemeinde Demen (Hissflagge) ist quer zur Längsachse des Flaggentuchs von Gelb, Blau und Gelb gestreift. Die äußeren gelben Streifen nehmen jeweils ein Viertel, der blaue Mittelstreifen nimmt die Hälfte der Länge des Flaggentuchs ein. In der Mitte des Flaggentuchs liegt, zwei Drittel der Höhe einnehmend, das Wappen der Gemeinde. Die Höhe des Flaggentuches verhält sich zur Länge wie 3 zu 5. Die Flagge der Gemeinde Demen kann auch als Hängeflagge, Banner oder Wimpel geführt werden. In den Fällen des Satzes 5 sind Ausnahmen von den für die Hissflagge geltenden Formatvorgaben zu-lässig.“ Das Wappen zeigt: „In Gold mit einem von Gold und Blau im Doppelwolkenschnitt geteilten Bord zwei schräggekreuzte, an den oberen Enden rot-golden brennende rote Baumstämme, bewinkelt von vier roten Kleeblättern.“ (Das Wappen wurde durch den Innenminister von Mecklenburg-Vorpommern am 8. August 2000 genehmigt und unter der Nr. 222 der Wappenrolle des Landes Mecklenburg-Vorpommern eingetragen.) |
| Gemeinde Dobbertin            | 5:3        | Genehmigt ????: „Die Flagge der Gemeinde ist gleichmäßig und quer zur Längsachse des Flaggentuchs von Gelb und Blau gestreift. In der Mitte des Flaggentuchs liegt, ein Drittel der Länge und elf Achtzehntel der Höhe des Flaggentuchs einnehmend, das Wappen der Gemeinde. Die Länge des Flaggentuchs verhält sich zur Höhe wie 5 zu 3.“ Wappenbeschreibung: „Durch Wellenschnitt gespalten. Vorn in Blau eine linksgewendete hersehende goldene Eule, auf einer Pflugschar sitzend. Hinten in Gold ein aus dem unteren Schildrand hervorkommender, doppelhelmiger roter Kirchturm mit spitzbogigem offenem Tor und je zwei spitzbogigen betagleuchteten Fenstern und Schallöffnungen sowie einem schwarzen Kreuz auf jeder Helmspitze.“ (Das Wappen wurde durch den Innenminister von Mecklenburg-Vorpommern am 10. Juni 2002 genehmigt und unter Nr. 262 der Wappenrolle des Landes Mecklenburg-Vorpommern eingetragen.) |
| Stadt Dömitz                  | 5:3        | Genehmigt 1996: „Die Flagge der Stadt Dömitz ist gleichmäßig längsgestreift von Rot und Weiß. In der Mitte liegt, auf jeweils zwei Drittel der Höhe des roten und des weißen Streifens übergreifend, das Stadtwappen. Die Länge des Flaggentuchs verhält sich zur Höhe wie 5 zu 3.“ Das Wappen zeigt „In Silber ein sechsfach gezinntes rotes Stadttor mit geschlossenen nägelbeschlagenen silbernen Torflügeln, überragt von einem Turm mit einer fünffach gezinnten und beiderseits abgestrebten Platte“. (Das Wappen wurde am 10. April 1858 von Friedrich Franz II., Großherzog von Mecklenburg-Schwerin, festgelegt, 1997 neu gezeichnet und unter der Nr. 55 der Wappenrolle des Landes Mecklenburg-Vorpommern eingetragen.) |
| Gemeinde Gallin               | 5:3        | Genehmigt ????: „Die Flagge der Gemeinde ist gleichmäßig längsgestreift von Weiß und Grün. In der Mitte des Flaggentuchs liegt, auf jeweils drei Fünftel der Höhe des weißen und des grünen Streifens übergreifend, das Gemeindewappen. Die Länge des Flaggentuches verhält sich zur Höhe wie 5 zu 3.“ Die Gemeinde Gallin führt als Wappen: „In Grün eine silberne Spitze, belegt mit einer roten Kapelle mit zwei betagleuchteten quadratischen Fenstern, einem spitzbedachten Holzturm und einer offenen Tür, vorn eine schräg liegende silberne Pfeilspitze, hinten eine silberne Windrose, oben besteckt mit einer halben goldenen Lilie.“ (Das Wappen wurde durch den Innenminister von Mecklenburg-Vorpommern am 13. Februar 2003 genehmigt und unter Nr. 276 der Wappenrolle des Landes Mecklenburg-Vorpommern eingetragen.) |
| Gemeinde Gammelin             | 5:3        | Genehmigt ????: „Die Flagge der Gemeinde Gammelin ist längsgestreift von Grün, Weiß und Grün. Die grünen Streifen nehmen je zwei Neuntel der Flaggenhöhe ein. Der weiße Streifen nimmt fünf Neuntel der Flaggenhöhe ein und ist in der Mitte mit dem Gemeindewappen belegt, das vier Neuntel der Höhe des Flaggentuchs einnimmt.Die Länge des Flaggentuchs verhält sich zur Höhe wie 5 zu 3.“ Das Wappen zeigt: „Gespalten von Gold und Rot; vorn zwei grüne Hopfendoldenübereinander; hinten ein silbernes Kleeblatthochkreuz.“ (Das Wappen wurde durch den Innenminister von Mecklenburg-Vorpommern am 21. August 1997 genehmigt und unter der Nr. 135 der Wappenrolle des Landes Mecklenburg-Vorpommern eingetragen.) |
| Stadt Goldberg                | 5:3        | Wappen und Flagge genehmigt durch den Innenminister von Mecklenburg-Vorpommern am 20. April 1998 und unter der Nr. 160 der Wappenrolle des Landes Mecklenburg-Vorpommern eingetragen: „Die Flagge der Stadt Goldberg ist längsgestreift von Gold (Gelb), Rot und Gold (Gelb). Die goldenen (gelben) Streifen nehmen jeweils ein Sechstel der Höhe des Flaggentuchs ein. Der rote Streifen nimmt zwei Drittel der Höhe des Flaggentuchs ein und ist in der Mitte mit dem Stadtwappen belegt. Die Höhe des Wappenschildes verhält sich zur Höhe des Flaggentuchs wie 4:9. Höhe und Länge des Flaggentuchs verhalten sich zueinander wie 3:5.“ Wappenbeschreibung: „In Gold über einem grünen (Drei-)Berg, dessen Seiten(-hügel) mit je einem Kleeblatt besteckt sind; eine rote Zinnenmauer mit zwei gezinnten Seitentürmen, zwischen denen ein hersehender schwarzer Stierkopf mit schwarzen Hörnern und goldenen Krone schwebt; von der Krone sind fünf abwechselnd mit Lilien und Perlen besteckte Zinken sichtbar.“ (Das Wappen wurde am 10. April 1858 von Friedrich Franz II., Großherzog von Mecklenburg-Schwerin, festgelegt und 1998 neu gezeichnet.)                                                        |
| Stadt Grabow                  | 5:3        | Genehmigt ????: „Die Flagge der Stadt Grabow ist quer zur Längsachse des Flaggentuchs von Blau, Gelb und Blau gestreift. Die blauen Streifen nehmen je ein Viertel, der gelbe Streifen nimmt die Hälfte der Länge des Flaggentuchs ein. In der Mitte des gelben Streifens liegt das Stadtwappen, das zwei Drittel der Höhe des Flaggentuchs einnimmt. Die Länge des Flaggentuchs verhält sich zur Höhe wie 5 zu 3.“ Das Wappen zeigt: „In Blau eine nach links gekehrte, gesichtige, goldene Mondsichel mit drei sechsstrahligen goldenen Sternen vor der Krümmung. Auf dem Schild ruht eine rote Mauerkrone, die aus einer gezinnten Mauer mit geschlossenem goldenen Spitzbogentor und drei Zinnentürmen besteht.“ (Das Wappen wurde nach einer Wappenänderung durch den Innenminister von Mecklenburg-Vorpommern genehmigt am 20. Juni 1991 und unter der Nr. 4 der Wappenrolle des Landes Mecklenburg-Vorpommern eingetragen.) |
| Gemeinde Granzin              |            | Die Hauptsatzung der Gemeinde Granzin führt nur Wappen und Dienstsiegel, aber keine Flagge. |
| Stadt Hagenow                 | 3:2        | Genehmigt durch den Innenminister von Mecklenburg-Vorpommern am 15. März 1996: „Die Flagge der Stadt Hagenow ist gleichmäßig längsgestreift von Rot und Gelb; auf dem roten Streifen liegt am Liek die Figur des Stadtwappens in flaggengerechter Tingierung; die Länge des Flaggentuchs verhält sich zur Höhe wie 3 zu 2.“ Beschreibung des Stadtwappens: „In Rot das Brustbild eines hersehenden Bischofs mit natürlicher Gesichtsfarbe, silbernem Haar, rotverzierter goldener Bischofsmütze und goldenem Gewand.“ |
| Gemeinde Holthusen            | 3:2        | Genehmigt ????: „Die Flagge der Gemeinde Holthusen ist gleichmäßig und quer zur Längsachse des Flaggentuchs von Gelb und Blau gestreift. Jeder Streifen ist jeweils in der Mitte mit einer Figur des Gemeindewappens belegt: der gelbe Streifen mit einem roten Äbtissinnenstab, der blaue Streifen mit drei gelben Lindenblättern mit Früchten pfahlweise. Die Figuren nehmen je sieben Achtel der Höhe des Flaggentuchs ein. Die Höhe des Flaggentuchs verhält sich zur Länge wie 2 zu 3.“ Die Gemeinde Holthusen führt das folgende Wappen: „Gespalten; vorn in Gold ein roter Äbtissinnenstab; hinten in Blau drei goldene Lindenblätter mit Früchten pfahlweise“. (Das Wappen wurde durch den Innenminister von Mecklenburg-Vorpommern am 29. April 2005 genehmigt und unter Nr. 297 der Wappenrolle des Landes Mecklenburg-Vorpommern eingetragen.) |
| Gemeinde Karstädt             | 5:3        | Genehmigt ????: „Die Flagge der Gemeinde Karstädt ist quer zur Längsachse des Flaggentuchs gestreift von Rot, Gelb und Rot. Die roten Streifen nehmen jeweils 7/30, der mittlere gelbe Streifen 16/30 der Länge des Flaggen-tuchs ein. In der Mitte des gelben Streifens liegt das Gemeindewappen, das zwei Drittel der Höhe des Flaggentuchs einnimmt. Die Höhe des Flaggentuchs verhält sich zur Länge wie 3 zu 5.“ Das Wappen zeigt: „In Rot ein schreitender, den linken Vorderfuß anhebender goldener Stier, darüber ein abnehmender gesichteter goldener Halbmond.“ (Das Wappen wurde am 11. Juni 2009 durch den Innenminister von Mecklenburg-Vorpommern genehmigt und unter Nr. 323 der Wappenrolle des Landes Mecklenburg-Vorpommern eingetragen.) |
| Gemeinde Kirch Jesar          | 5:3        | Genehmigt ????: „Die Flagge der Gemeinde ist gleichmäßig längsgestreift von Blau und Gelb; in der Mitte des Flaggentuches liegt, auf jeweils zwei Drittel der Höhe des blauen und des gelben Streifens übergreifend, das Gemeindewappen. Die Länge des Flaggentuches verhält sich zur Höhe wie 5 zu 3.“ Das Wappen zeigt: „In Gold über blauem Wellenschildfuß mit silbernem Fisch eine rote Kirche.“ (Das Wappen wurde am 13. August 1996 durch den Innenminister von Mecklenburg-Vorpommern genehmigt und unter Nr. 107 der Wappenrolle des Landes Mecklenburg-Vorpommern eingetragen.) |
| Gemeinde Kobrow               | 5:3        | Wappen und Flagge genehmigt durch den Innenminister von Mecklenburg-Vorpommern am 31. Mai 2007 und unter der Nr. 314 der Wappenrolle des Landes Mecklenburg-Vorpommern eingetragen: „Die Flagge ist gleichmäßig und quer zur Längsachse des Flaggentuches von Grün und Gelb gestreift. In der Mitte des Flaggentuches liegt, auf jeweils ein Drittel der Länge des grünen und des gelben Streifens übergreifend, das Gemeindewappen. Die Höhe des Flaggentuches verhält sich zur Länge wie 3 zu 5.“ Die Gemeinde Kobrow führt folgendes Wappen: „Über blauem Wellenschildfuß von Gold und Grün gespalten; vorn eine grüne ausgerissene Klette, hinten eine goldene ausgerissene Fichte.“ |
| Gemeinde Kuhstorf             |            | Die Hauptsatzung der Gemeinde Kuhstorf führt nur Wappen und Dienstsiegel, aber keine Flagge. |
| Stadt Ludwigslust             | 5:3        | Genehmigt durch den Innenminister von Mecklenburg-Vorpommern am 6. Dezember 1995: „Die Flagge der Stadt Ludwigslust zeigt zwei gleich breite Querstreifen, am Liek Blau, am fliegenden Ende Gold (Gelb). In der Mitte des Flaggentuchs liegt das Stadtwappen. Es nimmt zwei Drittel der Flaggenhöhe ein. Die Länge des Flaggentuchs verhält sich zur Höhe wie 5:3.“ Beschreibung des Stadtwappens: „Gespalten von Gold und Blau; vorn am Spalt ein halber hersehender, gold gekrönter schwarzer Stierkopf mit aufgerissenem Maul, silbernen Zähnen, ausgeschlagener roter Zunge, in Spitzen abgerissenem Halsfell und silbernen Hörnern; hinten in Blau am Spalt ein halber grüner Rosenstock mit einer halben roten Rose auf grünem Grund, begleitet: oben von einem silbernen Malteserkreuz, unten von einem aufgerichteten goldenen Adlerfang.“ (Das Wappen wurde am 16. Juni 1876 von Friedrich Franz II., Großherzog von Mecklenburg-Schwerin verliehen und unter der Nr. 53 der Wappenrolle des Landes Mecklenburg-Vorpommern eingetragen.) |
| Gemeinde Lübesse              | 5:3        | Genehmigt ????: „Die Flagge der Gemeinde Lübesse zeigt die Farben Gelb und Rot in zwei Längsstreifen gleicher Breite und ist in der Mitte mit den Figuren des Gemeindewappens belegt; der rote Marstall liegt auf dem gelben Streifen und nimmt ein Sechstel der Höhe sowie zwei Fünftel der Länge des Flaggentuchs ein; der springende goldene Hase liegt auf dem roten Streifen und nimmt zwei Neuntel der Höhe sowie ein Drittel der Länge des Flaggentuchs ein; die Länge des Flaggentuchs verhält sich zur Höhe wie 5 zu 3.“ Die Gemeinde Lübesse führt das folgende Wappen: „Geteilt von Gold und Rot; oben ein betagleuchteter roter Marstall mit Satteldach, sechs balkenweise angeordneten Rundbogenfenstern und einer Tür im Mittelteil sowie je zwei rechteckigen und zwei Rundbogenfenstern (2 : 2 gestellt) in den Seitenteilen; unten ein springender goldener Hase.“ (Das Wappen wurde durch den Innenminister von Mecklenburg-Vorpommern am 19. März 1996 genehmigt und unter der Nr. 88 der Wappenrolle des Landes Mecklenburg-Vorpommern eingetragen.) |
| Stadt Lübtheen                |            | Genehmigt ????: „Als Flagge führt die Stadt die Farben grün, weiß und rot, gleichmäßig längsgestreift und zeigt in der Mitte das Stadtwappen.“ Das Wappen zeigt: „Gespalten, vorn in Rot schräggekreuzt ein silberner Schlägel und ein silbernes Eisen, hinten in Silber auf halbem grünen Hügel ein halbe grüne Tanne am Spalt, an deren Stamm ein aufgerichteter roter Löwe.“ (Das Wappen wurde am 28. Oktober 1880 vom Großherzoglich Mecklenburg-Schwerinschen Ministerium des Innern festgesetzt und nach Neuzeichnung am 18. Dezember 1995 durch den Innenminister von Mecklenburg-Vorpommern genehmigt und unter der Nr. 90 der Wappenrolle des Landes Mecklenburg-Vorpommern eingetragen.) |
| Stadt Lübz                    |            | Die Hauptsatzung der Stadt Lübz führt nur Wappen und Dienstsiegel, aber keine Flagge. |
| Gemeinde Malliß               | 5:3        | Genehmigt ????: „Die Flagge der Gemeinde ist gleichmäßig längsgestreift von Weiß und Rot; in der Mitte des Flaggentuchs liegt, auf jeweils zwei Drittel der Höhe des weißen und des roten Streifens übergreifend, das Gemeindewappen. Die Länge des Flaggentuchs verhält sich zur Höhe wie 5 zu 3.“ Das Wappen zeigt: „Geteilt; oben in Rot schräggekreuzt ein silbener Schlägel und ein silbernes Eisen; unten in Silber ein grünes Eichenblatt mit zwei Früchten.“ (Das Wappen wurde am 19. März 2001 durch den Innenminister von Mecklenburg-Vorpommern genehmigt und unter der Nr. 240 der Wappenrolle des Landes Mecklenburg-Vorpommern eingetragen.) |
| Gemeinde Moraas               | 5:3        | Genehmigt ????: „Die Flagge ist quer zur Längsachse des Flaggentuchs gleichmäßig von Rot und Gelb gestreift. In der Mitte des Flaggentuches liegt, auf jeweils ein Drittel der Länge des roten und des gelben Streifens übergreifend, das Gemeindewappen. Die Länge des Flaggentuches verhält sich zur Höhe wie 5 zu 3.“ Wappenbeschreibung: „Gespalten; vorn in Gold ein widersehender schwarzer Lindwurm; hinten in Rot ein halbes silbernes Malteserkreuz am Spalt.“ (Das Wappen wurde am 2. April 1998 durch den Innenminister von Mecklenburg-Vorpommern genehmigt und unter der Nr. 159 der Wappenrolle des Landes Mecklenburg-Vorpommern eingetragen.) |
| Gemeinde Muchow               | 5:3        | Genehmigt ????: „Die Flagge der Gemeinde Muchow ist quer zur Längsachse des Flaggentuchs von Gelb, Rot und Gelb gestreift. Die gelben Streifen nehmen jeweils ein Viertel, der rote Streifen nimmt die Hälfte der Länge des Flaggentuchs ein. In der Mitte des roten Streifens liegt das Gemeindewappen, das zwei Drittel der Höhe und ein Drittel der Länge des Flaggentuchs einnimmt. Die Länge des Flaggentuchs verhält sich zur Höhe wie 5 zu 3.“ Die Gemeinde Muchow führt das folgende Wappen: „In Gold zwei schräggekreuzte blaue Sensenklingen mit der Schneide nach außen, darüber eine rote Fliege mit goldenen Flügeln.“ (Das Wappen wurde am 13. Februar 2001 durch den Innenminister von Mecklenburg-Vorpommern genehmigt und unter Nr. 236 der Wappenrolle des Landes Mecklenburg-Vorpommern eingetragen.) |
| Stadt Neustadt-Glewe          | 5:3        | Genehmigt durch den Innenminister von Mecklenburg-Vorpommern am 8. August 1997: „Die Flagge der Stadt Neustadt-Glewe besteht aus zwei gleich breiten Längsstreifen. Der obere Streifen ist in eine quadratische rote Oberecke und ein gelbes fliegendes Ende geteilt, der untere Streifen in eine quadratische gelbe Unterecke und ein rotes fliegendes Ende. Die Oberecke ist mit den Figuren des Stadtwappens in flaggengerechter Tingierung belegt. Die Länge des Flaggentuches verhält sich zur Höhe wie 5 zu 3. Für besondere Formen der Flaggenführung können abweichende Ausmaße des Flaggentuches bestimmt werden.“ Wappenbeschreibung: „In Rot das schwebende Brustbild eines Mannes in natürlicher Gesichtsfarbe mit silbernem Haar und Bart, am Hals ein blauer Gewandsaum, golden besäumt und mit fünf goldenen Röschen belegt, beseitet von zwei aufrechten goldenen Schlüsseln mit abgewendeten Bärten.“ (Das Wappen wurde am 9. Juni 1995 durch den Innenminister von Mecklenburg-Vorpommern genehmigt und unter der Nr. 228 der Wappenrolle des Landes Mecklenburg-Vorpommern eingetragen; ursprünglich festgelegt am 10. April 1858 von Friedrich Franz II., Großherzog von Mecklenburg-Schwerin.) |
| Gemeinde Pampow               | 5:3        | Genehmigt ????: „Die Flagge der Gemeinde ist quer zur Längsachse des Flaggentuches von Rot, Gelb und Rot gestreift. Die Roten Streifen nehmen jeweils ein Viertel, der gelbe Streifen nimmt die Hälfte der Länge des Flaggentuchs ein. In der Mitte des gelben Streifens liegt das Gemeindewappen, das zwei Drittel der Höhe und ein Drittel der Länge des Flaggentuchs einnimmt. Die Länge des Flaggentuchs verhält sich zur Höhe wie 5 zu 3.“ Wappenbeschreibung: „In Rot ein silberner Stabbalken, begleitet: oben von drei goldenen Rohrkolben balkenweise, unten von einem goldenen Pferdekopf.“ (Das Wappen wurde am 8. Juni 2001 durch den Innenminister von Mecklenburg-Vorpommern genehmigt und unter der Nr. 245 der Wappenrolle des Landes Mecklenburg-Vorpommern eingetragen.) |
| Kreisstadt Parchim            | 5:3        | Die Flagge ist von den Farben des Stadtwappens abgeleitet: „Die Flagge der Stadt ist gleichmäßig längsgestreift von Schwarz, Rot und Grün. Die Länge des Flaggentuches verhält sich zur Höhe wie 5 zu 3.“ (Das Wappen wurde am 10. April 1858 von Friedrich Franz II., Großherzog von Mecklenburg-Schwerin festgelegt und unter der Nr. 21 der Wappenrolle des Landes Mecklenburg-Vorpommern eingetragen.) |
| Gemeinde Pätow-Steegen        |            | Die Hauptsatzung der Gemeinde Pätow-Steegen führt nur Wappen und Dienstsiegel, aber keine Flagge. (Wappen genehmigt durch den Innenminister von Mecklenburg-Vorpommern am 23. Januar 1996 und unter der Nr. 97 der Wappenrolle des Landes Mecklenburg-Vorpommern eingetragen.) |
| Gemeinde Picher               |            | Die Hauptsatzung der Gemeinde Picher führt nur Wappen und Dienstsiegel, aber keine Flagge. (Wappen genehmigt durch den Innenminister von Mecklenburg-Vorpommern am 27. November 2002 und unter der Nr. 270 der Wappenrolle des Landes Mecklenburg-Vorpommern eingetragen.) |
| Stadt Plau am See             | 5:3        | Genehmigt ????: „Die Flagge der Stadt Plau am See ist von Rot, Gelb und Rot längsgestreift, die roten Streifen nehmen je ein Sechstel der Flaggenhöhe ein, der gelbe Streifen nimmt zwei Drittel der Flaggenhöhe ein und ist in der Mitte mit der Figur des Stadtwappens in flaggengerechter Tingierung belegt, wobei sich die Höhe der Figur des Stadtwappens zur Höhe des Flaggentuchs wie 5 zu 9 verhält; die Länge des Flaggentuchs verhält sich zur Höhe wie 5 zu 3.“ Die Stadt Plau am See führt das folgende Wappen: „In Gold ein rotes, auf einem Sockel stehendes Stadttor mit 5 Zinnen, an jeder Seite desselben eine bogenförmige Ausladung mit je zwei Zinnen, in der Toröffnung ein hersehender schwarzer Stierkopf mit schwarzen Hörnern, geschlossenem Maul und einer goldenen Krone, die fünf abwechselnd mit Lilien und Perlen besteckte Zinken zeigt (Richenbergischer Stierkopf).“ |
| Gemeinde Pritzier             | 5:3        | Genehmigt ????: „Die Flagge der Gemeinde Pritzier ist gleichmäßig längsgestreift von Grün, Weiß und Grün. In der Mitte des Flaggentuches liegt, auf jeweils die Hälfte der Höhe der grünen Streifen übergreifend, das Gemeindewappen, umgeben von einem weißen Bord, dessen Stärke ein Zwanzigstel der Höhe des Flaggentuches beträgt. Die Höhe des Flaggentuches verhält sich zur Länge wie 3 zu 5.“ Das Wappen zeigt: „In Grün eine schräg liegende silberne Armbrustfibel, begleitet beidseitig von je einer silbernen gold besamten Apfelblüte.“ (Das Wappen wurde am 24. April 2007 durch den Innenminister von Mecklenburg-Vorpommern genehmigt und unter der Nr. 311 der Wappenrolle des Landes Mecklenburg-Vorpommern eingetragen.) |
| Gemeinde Rastow               | 5:3        | Wappen und Flagge genehmigt durch den Innenminister von Mecklenburg-Vorpommern am 21. September 2000 und unter der Nr. 228 der Wappenrolle des Landes Mecklenburg-Vorpommern eingetragen: „Die Flagge der Gemeinde ist gleichmäßig längsgestreift von Gelb und Rot; in der Mitte des Flaggentuchs liegt, auf jeweils zwei Drittel der Höhe des gelben und des roten Streifens über greifend, das Gemeindewappen. Die Länge des Flaggentuchs verhält sich zur Höhe wie 5 zu 3.“ Die Gemeinde Rastow führt das folgende Wappen: „Geteilt; oben in Rot ein silbernes Malteserkreuz; unten in Gold zwei aufgerichtete roteHirschstangen mit abgewendeten Enden.“ |
| Gemeinde Redefin              | 5:3        | Genehmigt durch den Innenminister von Mecklenburg-Vorpommern am 4. Mai 2006: „Die Flagge der Gemeinde Redefin ist gleichmäßig längsgestreift von Gelb und Rot. In der Mitte des Flaggentuchs liegt, auf jeweils zwei Drittel der Höhe des gelben und des roten Streifens übergreifend, das Gemeindewappen. Die Höhe des Flaggentuchs verhält sich zur Länge wie 3 zu 5.“ Das Wappen zeigt: „In Rot über goldenem Schildfuß ein springendes goldenes Pferd mit aufgerichtetem Schweif.“ (Wappen genehmigt durch den Innenminister von Mecklenburg-Vorpommern am 23. November 1998 und unter der Nr. 174 der Wappenrolle des Landes Mecklenburg-Vorpommern eingetragen.) |
| Gemeinde Schwanheide          | 5:3        | Genehmigt ????: Die Gemeinde Schwanheide führt die folgende Flagge: „Die Flagge der Gemeinde Schwanheide ist quer zur Längsachse gestreift von Rot, Weiß, Rot Weiß und Rot. Die äußeren roten Streifen nehmen dabei jeweils drei Zangzigstel, die weißen Streifen jeweils ein Achtel und der rote Mittelstreifen neun Zangzigstel der Länge des Flaggentuchs ein. In der Mitte des roten Mittelstreifens liegen die Figuren des Gemeindewappens: über zwei schräg gekreuzten goldenen Heidekrautzweigen mit silbernen Blüten, die vier Fünfzehntel der Höhe einnehmen, ein flugbereiter, goldbewehrter silberner Schwan, der zwei Drittel der Höhe einnimmt. Die Höhe des Flaggentuchs verhält sich zur Länge wie 3 zu 5.“ Die Gemeinde Schwanheide führt das folgende Wappen: „In Rot über zwei schräg gekreuzten goldenen Heidekrautzweigen mit silbernen Blüten ein flugbereiter, goldbewehrter silberner Schwan.“ (Wappen angenommen von der Gemeindevertretung Schwanheide am 13. Juli 2010, genehmigt am 6. Oktober 2011. Das Wappen wurde unter der Nummer 338 in die Wappenrolle des Landes eingetragen.)                                                                                                   |
| Gemeinde Siggelkow            | 5:3        | Genehmigt ????: „Die Flagge der Gemeinde ist längsgestreift von Blau, Gelb und Blau. Die blauen Streifen nehmen je vier Neuntel der Höhe des Flaggentuches ein, der gelbe Streifen nimmt ein Neuntel ein. In der Mitte des Flaggentuchs liegt, auf jeweils fünf Achtel der Höhe der beiden blauen Streifen übergreifend, das Gemeindewappen. Die Länge des Flaggentuches verhält sich zur Höhe wie 5 zu 3.“ „Das Wappen zeigt in Gold eine schräglinke blaue Wellenleiste, begleitet: vorn von einer auf einem schwarzen Astende sitzenden roten Eule, hinten von einer in der bauchigen Mitte profilierten roten Urne mit zwei Henkeln.“ |
| Stadt Sternberg               |            | Genehmigt 1990: „Die Flagge ist gleichmäßig quergestreift von Rot und Gelb. In der Mitte des Flaggentuches liegt, auf jeweils einem Viertel der Länge des roten und des gelben Streifens übergreifend, das Stadtwappen.“ „Das Wappen ist gespalten von Gold und Rot; vorn am Spalt ein halber hersehender schwarzer Stierkopf mit schwarzen Hörnern und goldener Krone; hinten am Spalt ein halber achtstrahliger goldener Stern.“ |
| Gemeinde Stralendorf          | 5:3        | Genehmigt ????: „Die Flagge der Gemeinde ist gleichmäßig und quer zur Längsachse des Flaggentuchs von rot und gelb gestreift. In der Mitte des Flaggentuches liegt auf jeweils ein Drittel der Länge der beiden Querstreifen übergreifend, das Wappen der Gemeinde. Die Höhe des Flaggentuches verhält sich zur Länge wie 3 zu 5.“ Die Gemeinde Stralendorf führt das folgende Wappen: „Gespalten; vorn in Gold drei rote, schräg liegende Pfeile pfahlweise; hinten in rot über einem goldenen Jagdhorn mit goldenem Tragriemen, eine goldene Rapsblüte.“ (Wappen genehmigt durch den Innenminister von Mecklenburg-Vorpommern am 3. März 2009 und unter der Nr. 321 der Wappenrolle des Landes Mecklenburg-Vorpommern eingetragen.) |
| Gemeinde Strohkirchen         |            | Genehmigt ????: „Die Flagge der Gemeinde Strohkirchen ist quer zur Längsachse des Flaggentuchs gestreift von Grün, Gelb und Grün. Die grünen Streifen nehmen jeweils 7/30, der mittlere gelbe Streifen 16/30 der Länge des Flaggentuchs ein. In der Mitte des gelben Streifens liegt das Gemeindewappen, das zwei Drittel der Höhe des Flaggentuchs einnimmt. Die Höhe des Flaggentuchs verhält sich zur Länge wie 3 zu 5.“ Das Wappen zeigt: „Geteilt durch einen erniedrigten, wellenförmigen goldenen Leistenstab; oben in Rot einegoldene Giebelseite eines niedersächsischen Bauernhauses mit schwarzem Fachwerk und schwarzen Giebelbrettern mit abgewendeten Pferdeköpfen, unten grün ein unterhalbes, achtspeichiges, achtschaufeliges goldenes Mühlrad.“ (Das Wappen wurde am 23. September 1999 durch den Innenminister von Mecklenburg-Vorpommern genehmigt und unter der Nr. 194 der Wappenrolle des Landes Mecklenburg-Vorpommern eingetragen.) |
| Gemeinde Sülstorf             | 5:3        | Genehmigt ????: „Die Flagge der Gemeinde ist quer zur Längsachse des Flaggentuchs von Rot, Gelb und Rot gestreift. Die roten Streifen nehmen je ein Viertel, der gelbe Streifen nimmt die Hälfte der Länge des Flaggentuchs ein. In der Mitte des gelben Streifens liegt das Gemeindewappen, das zwei Drittel der Höhe und ein Drittel der Länge des Flaggentuchs einnimmt. Die Länge des Flaggentuchs verhält sich zur Höhe wie 5 zu 3.“ Die Gemeinde Sülstorf führt das folgende Wappen: „In Rot ein goldener Lindenzweig mit drei Blättern, im linken Obereck ein silbernes Malteserkreuz.“ (Wappen genehmigt durch den Innenminister von Mecklenburg-Vorpommern am 20. September 2000 und unter der Nr. 229 der Wappenrolle des Landes Mecklenburg-Vorpommern eingetragen.) |
| Gemeinde Techentin            |            | Genehmigt ????: „Die Flagge besteht aus gelbem Tuch und ist in der Mitte mit dem Gemeindewappen belegt, das zwei Drittel der Höhe und ein Drittel der Länge des Flaggentuchs einnimmt. Die Höhe des Flaggentuchs verhält sich zur Länge wie 3 zu 5.“ Das Wappen zeigt: „In Rot zwei schräg gekreuzte goldene Abtstäbe, begleitet: oben von einer goldenen Fürstenkrone, unten von einem silbernen Dreieckschild, darin ein schwarzer Doppeladler.“ (Wappen genehmigt durch den Innenminister von Mecklenburg-Vorpommern am 29. Oktober 1997 und unter der Nr. 140 der Wappenrolle des Landes Mecklenburg-Vorpommern eingetragen. Die zum 7. Juni 2009 aus dem Zusammenschluss der bisherigen Gemeinden Langenhagen und Techentin neugebildete Gemeinde Techentin beschloss, das Wappen in Rechtsnachfolge fortzuführen. Dies genehmigte der Innenminister von Mecklenburg-Vorpommern am 15. September 2009 und das Wapp wurde unter der Nr. 327 der Wappenrolle registriert.) |
| Gemeinde Toddin               |            | Die Hauptsatzung der Gemeinde Toddin führt nur Wappen und Dienstsiegel, aber keine Flagge. (Das Wappen wurde am 16. August 1995 durch den Innenminister von Mecklenburg-Vorpommern genehmigt und unter der Nr. 87 der Wappenrolle des Landes Mecklenburg-Vorpommern eingetragen.) |
| Gemeinde Uelitz               | 5:3        | Genehmigt ????: „Die Flagge der Gemeinde ist quer zur Längsachse des Flaggentuchs von Rot, Gelb und Rot gestreift. Die roten Streifen nehmen jeweils ein Viertel, der gelbe Streifen nimmt die Hälfte der Länge des Flaggentuchs ein. In der Mitte des gelben Streifens liegt das Gemeindewappen, das zwei Drittel der Höhe und ein Drittel der Länge des Flaggentuchs einnimmt. Die Länge des Flaggentuchs verhält sich zur Höhe wie 5 zu 3.“ Die Gemeinde Uelitz führt das folgende Wappen: „In Rot ein rot-silbern geschachteter Schräglinksbalken, begleitet: oben von einem goldenen Wetterhahn, unten von einem goldenen Flügelkreuz einer Windmühle.“ (Wappen genehmigt durch den Innenminister von Mecklenburg-Vorpommern am 21. September 2000 und unter der Nr. 230 der Wappenrolle des Landes Mecklenburg-Vorpommern eingetragen.) |
| Stadt Wittenburg              |            | Die Hauptsatzung der Stadt Wittenburg führt nur Wappen und Dienstsiegel, aber keine Flagge. |
| Gemeinde Wittenförden         |            | Wappen und Flagge genehmigt durch den Innenminister von Mecklenburg-Vorpommern am 15. November 2001 und unter der Nr. 254 der Wappenrolle des Landes Mecklenburg-Vorpommern eingetragen: „Die Flagge der Gemeinde ist quer zur Längsachse des Flaggentuches von Rot, Gelb und Rot gestreift. Die äußeren roten Streifen nehmen jeweils ein Viertel, der gelbe Mittelstreifen nimmt die Hälfte der Länge des Flaggentuches ein. In der Mitte des gelben Streifens liegt, zwei Drittel des Flaggentuches einnehmend, das Gemeindewappen. Die Länge des Flaggentuches verhält sich zur Höhe wie 5 zu 3.“ Die Gemeinde Wittenförden führt das folgende Wappen: „In Rot eine ausgerissene silberne Kopfweide mit drei beblätterten Zweigen, zwischen den beiden längeren äußeren Zweigen eine goldene Glocke“. |
| Gemeinde Witzin               |            | Wappen und Flagge genehmigt durch den Innenminister von Mecklenburg-Vorpommern am 20. September 2005: „Die Flagge ist gleichmäßig längsgestreift von Gold und Blau. In der Mitte des Flaggentuchs liegt, auf jeweils zwei Drittel der Höhe des goldenen und des blauen Streifens übergreifend das Gemeindewappen. Die Höhe des Flaggentuches verhält sich zur Länge wie 3 zu 5.“ „Das Wappen zeigt eine in Blau eingezogene goldene Spitze, belegt mit einem blauen Mühlrad; vorn zwei gekreuzte goldene Giebelbretter mit nach außen gewendeten Pferdeköpfen; hinten ein aufrecht stehender mit der Krümme nach innen weisender goldener Abtstab.“ |
| Gemeinde Zapel                | 5:3        | Wappen und Flagge genehmigt durch den Innenminister von Mecklenburg-Vorpommern am 26. April 2006 und unter der Nr. 301 der Wappenrolle des Landes Mecklenburg-Vorpommern eingetragen: „Die Flagge der Gemeinde Zapel (Hissflagge) ist quer zur Längsachse des Flaggentuches von Grün, Weiß und Grün gestreift. Die grünen Streifen nehmen jeweils ein Viertel, der weiße Streifen die Hälfte der Länge des Flaggentuches ein und ist in der Mitte mit dem Gemeindewappen belegt, das zwei Drittel der Höhe des Flaggentuches einnimmt. Die Höhe des Flaggentuches verhält sich zur Länge wie Drei zu Fünf.“ Wappenbeschreibung: „In Grün ein gold-bewehrter silberner Fischreiher mit angehobenem linken goldenen Ständer; begleitet in der rechten Oberecke von zwei goldenen Eicheln an einem schräg rechts gestellten goldenen Stiel, in der linken Oberecke von zwei goldenen Eicheln an einem schräg links gestellten goldenen Stiel.“ |
| Stadt Zarrentin am Schaalsee  |            | Die Hauptsatzung der Stadt Zarrentin am Schaalsee führt nur Wappen und Dienstsiegel, aber keine Flagge. (Das Wappen wurde durch das Mecklenburg-Schwerinsche Staatsministerium am 13. Mai 1922 genehmigt und unter der Nr. 51 der Wappenrolle des Landes Mecklenburg-Vorpommern eingetragen.) |

### Ehemalige Städte und Gemeinden
| Stadt oder Gemeinde             | Hissflagge | Kommentare |
| ------------------------------- | ---------- | --- |
| Buchberg, Gemeinde Ganzlin      | 5:3        | Genehmigt ????: „Die Flagge der Gemeinde ist quer zur Längsachse des Flaggentuches von Rot, Gelb und Rot gestreift. Die äußeren roten Streifen nehmen jeweils ein Viertel, der gelbe Mittelstreifen nimmt die Hälfte der Länge des Flaggentuches ein. In der Mitte des Flaggentuches liegt, zwei Drittel des Flaggentuches einnehmend, das Wappen der Gemeinde. Die Höhe des Flaggentuches verhält sich zur Länge wie 3 zu 5.“ „Das Wappen zeigt in Rot über fünf fünfblättrigen silbernen Blüten mit grünen Butzen im Fünfpass gestellt einen laufenden goldenen Hirsch.“ (Wappen genehmigt durch den Innenminister von Mecklenburg-Vorpommern am 5. Juli 2006 und unter der Nr. 304 der Wappenrolle des Landes Mecklenburg-Vorpommern eingetragen.) Die am 13. Juni 2004 aus dem Zusammenschluss der bisherigen Gemeinden Gnevsdorf und Retzow neugebildete Gemeinde Buchberg schloss sich zum 25. Mai 2014 mit den bisherigen Gemeinden Ganzlin und Wendisch Priborn zur neugebildeten Gemeinde Ganzlin zusammen. |
| Garlitz, Stadt Lübtheen         | 5:3        | Wappen und Flagge genehmigt durch den Innenminister von Mecklenburg-Vorpommern am 25. Januar 2000 und unter der Nr. 203 der Wappenrolle des Landes Mecklenburg-Vorpommern eingetragen.: „Die Flagge der Gemeinde Garlitz ist gleichmäßig längsgestreift von Grün und Weiß. In der Mitte des Flaggentuchs liegt, auf jeweils zwei Drittel der Höhe des grünen und des weißen Streifens übergreifend, das Gemeindewappen. Die Länge des Flaggentuchs verhält sich zur Höhe wie 5 zu 3.“ „Das […] Wappen der Gemeinde Garlitz zeigt auf einem geteilten Schild oben in Silber einen grünen Eichenzweig, an dem fächerförmig und in wechselnder Reihenfolge drei Blätter und zwei Früchte befestigt sind, und unten in Rot ein silbernes Mühlrad mit vier Speichen und acht Schaufeln.“ Am 13. Juni 2004 wurde das Amt Lübtheen – bestehend aus den bisherigen Gemeinden Garlitz, Gößlow, Jessenitz und der Stadt Lübtheen – aufgelöst und die drei Gemeinden in die nunmehr amtsfreie Stadt Lübtheen eingemeindet.      |
| Karow, Stadt Plau am See        | 5:3        | Genehmigt durch den Innenminister von Mecklenburg-Vorpommern am 27. Januar 2004: „Die Flagge ist gleichmäßig längsgestreift von Gelb und Rot. In der Mitte liegt, auf jeweils zwei Drittel der Höhe des gelben und des roten Streifens übergreifend, das Gemeindewappen. Die Länge des Flaggentuchs verhält sich zur Höhe wie 5:3.“ Wappenbeschreibung: „Unter blauem Schildhaupt in Gold die gezinnte rote Stufengiebelfront einer Kirche mit acht (1:7) Rundbogenfenstern, in der offenen Tür ein rotes Hochkreuz.“ (Wappen genehmigt durch den Innenminister von Mecklenburg-Vorpommern am 28. März 2003 und unter der Nr. 277 der Wappenrolle des Landes Mecklenburg-Vorpommern eingetragen.) Am 1. Januar 2011 wurde Karow in die Stadt Plau am See eingemeindet. |
| Körchow, Stadt Wittenburg       | 5:3        | Genehmigt ????: „Die Flagge der Gemeinde ist gleichmäßig längsgestreift von Gelb und Rot; in der Mitte des Flaggentuches liegt, auf jeweils zwei Drittel der Höhe des gelben und des roten Streifens übergreifend, das Gemeindewappen. Die Länge des Flaggentuches verhält sich zur Höhe wie 5 zu 3.“ Das Wappen zeigt: „In Rot eine eingebogene goldene Spitze, worin ein roter Kirchturm mit Rundfenster, geschlossener Rundbogenforte und Walmdach sowie schwarzem Kreuz; vorn eine goldene Korngarbe; hinten ein goldener Pferderumpf.“ (Wappen genehmigt durch den Innenminister von Mecklenburg-Vorpommern am 9. Juni 1999 und unter der Nr. 191 der Wappenrolle des Landes Mecklenburg-Vorpommern eingetragen.) Zum 25. Mai 2014 wurde Körchow in die Stadt Wittenburg eingemeindet. |
| Marnitz, Gemeinde Ruhner Berge  | 5:3        | Genehmigt ????: „Die Flagge der Gemeinde ist gleichmäßig längsgestreift von Blau und Gelb. In der Mitte des Flaggentuches liegt, auf jeweils zwei Drittel der Höhe des blauen und des gelben Streifens übergreifend, das Gemeindewappen. Die Länge des Flaggentuches verhält sich zur Höhe wie 5 zu 3.“ „Das Wappen zeigt in Gold über blauem Schildfuß, darin fünf (3 : 2) goldene Kugeln, einen schreitenden, den linken Vorderfuß anhebenden schwarzen Stier.“ (Wappen genehmigt durch den Innenminister von Mecklenburg-Vorpommern am 14. April 2000 und unter der Nr. 206 der Wappenrolle des Landes Mecklenburg-Vorpommern eingetragen.) Zum 1. Januar 2019 schlossen sich die bisherigen Gemeinden Marnitz, Suckow und Tessenow zur neugebildeten Gemeinde Ruhner Berge zusammen. |
| Rüterberg, Stadt Dömitz         | 5:3        | Genehmigt durch den Innenminister von Mecklenburg-Vorpommern am 27. Januar 2004: „Die Flagge der Gemeinde ist gleichmäßig längsgestreift von Blau, Gelb und Grün. Auf der Mitte des Flaggentuchs liegt, auf jeweils zwei Fünftel der Höhe des blauen und des grünen Streifens übergreifend, das Gemeindewappen. Die Länge des Flaggentuchs verhält sich zur Höhe wie 5 zu 3.“ Wappenbeschreibung: „In Grün auf goldenem Hügel, darin ein blauer Wellenfaden, ein golden gerüsteter Ritter mit Stechhelm, auf einem springenden, golden gehuften, gezäumten und gesattelten silbernen Pferd, in der rechten Hand ein goldenes Schwert und in der linken Hand die goldenen Zügel haltend.“ Am 13. Juni 2004 wurde Rüterberg in die Stadt Dömitz eingemeindet. |
| Suckow, Gemeinde Ruhner Berge   | 5:3        | Genehmigt ????: „Die Flagge der Gemeinde besteht zu zwei Dritteln aus grünem Tuch und einem Drittel, das gleichmäßig längsgestreift von Grün-Gelb-Grün-Gelb-Grün-Gelb-Grün ist. In der Mitte des grünen Tuches liegt das Gemeindewappen, das zwei Drittel der Höhe des Flaggentuches einnimmt. Die Länge des Flaggentuches verhält sich zur Höhe wie 5 zu 3.“ „Das Wappen zeigt in Gold eine bewurzelte grüne Linde, der Stamm überdeckt mit einem springenden schwarzen Hund.“ (Wappen genehmigt durch den Innenminister von Mecklenburg-Vorpommern am 20. Juni 2000 und unter der Nr. 209 der Wappenrolle des Landes Mecklenburg-Vorpommern eingetragen.) Zum 1. Januar 2019 schlossen sich die bisherigen Gemeinden Marnitz, Suckow und Tessenow zur neugebildeten Gemeinde Ruhner Berge zusammen. |
| Tessenow, Gemeinde Ruhner Berge | 5:3        | Genehmigt ????: „Die Flagge der Gemeinde besteht zu zwei Dritteln aus grünem Tuch und einem Drittel, das gleichmäßig längsgestreift von Grün-Gelb-Grün-Gelb-Grün-Gelb-Grün ist. In der Mitte des grünen Tuches liegt das Gemeindewappen, das zwei Drittel der Höhe des Flaggentuches einnimmt. Die Länge des Flaggentuches verhält sich zur Höhe wie 5 zu 3.“ „Das Wappen zeigt in Silber einen schräglinken blauen Wellenbalken, begleitet: vorn von einem vorderhalben, steigenden roten Einhorn, hinten von einer bauchigen roten Flasche.“ (Wappen genehmigt durch den Innenminister von Mecklenburg-Vorpommern am 20. September 2000 und unter der Nr. 226 der Wappenrolle des Landes Mecklenburg-Vorpommern eingetragen.) Zum 1. Januar 2019 schlossen sich die bisherigen Gemeinden Marnitz, Suckow und Tessenow zur neugebildeten Gemeinde Ruhner Berge zusammen. |